# Sorex emarginatus
Sorex emarginatus är en däggdjursart som beskrevs av Jackson 1925. Sorex emarginatus ingår i släktet Sorex och familjen näbbmöss. IUCN kategoriserar arten globalt som livskraftig. Inga underarter finns listade i Catalogue of Life.
Denna näbbmus förekommer i bergstrakter i nordvästra Mexiko. Den lever i regioner som ligger mellan 1830 och 3660 meter över havet. Sorex emarginatus vistas främst i tempererade skogar och den äter huvudsakligen insekter.
Arten blir med svans 8,8 till 10,7 cm lång, svanslängden är 3,8 till 4,4 cm och vikten är 5,0 till 6,5 g. Sorex emarginatus har 1,1 till 1,3 cm långa bakfötter och 0,5 till 0,7 cm stora öron. Kroppen är täckt av gråbrun päls med en ljusare undersida. Jämförd med nära besläktade släktmedlemmar är artens första molar i överkäken smal och den fjärde enkelspetsiga tanden i överkäken är mindre än den tredje. Trots allt kan detta taxon vara identisk med Sorex arizonae och Sorex ventralis.
Denna näbbmus äter utöver insekter daggmaskar och andra ryggradslösa djur. Den är även aktiv under vintern. Fortplantningen sker under sommaren. Antagligen faller några exemplar offer för ugglor, ormar och rovdjur.